# Optsys
 (novembre 2012).
Si vous disposez d'ouvrages ou d'articles de référence ou si vous connaissez des sites web de qualité traitant du thème abordé ici, merci de compléter l'article en donnant les références utiles à sa vérifiabilité et en les liant à la section « Notes et références ».
Optsys est une PME française opérant dans les systèmes d'optique et d'optronique pour les véhicules militaires terrestres. Les ateliers sont situés à Saint-Étienne et le siège social à Versailles.

## Histoire
Dès 1945, les arsenaux se regroupent au sein de la Direction des Études et Fabrications d'Armement - DEFA (Direction des Études et Fabrications d'Armements).
En 1965, la DEFA devient la DTAT (Direction Technique des Armements Terrestres), incluse dans la DMA (Direction Ministérielle des Armements).
En 1971, GIAT pour Groupement Industriel des Armements Terrestres voit le jour et regroupe les arsenaux.
Le 1er juillet 1990, GIAT Industries SA voit le jour et est rejoint la même année par Manurhin, Luchaire et FN Herstal en 1991, Mécanique Creusot-Loire et CIME BOCUZE en 1992.
Le 1er décembre 2006 a lieu la création du groupe NEXTER, et plus particulièrement la création d'une de ses filiales Optsys qui existe en fait depuis 1967 au sein de GIAT Industries SA en tant que branche optique du groupe.

## Produits
OPTSYS conçoit et fabrique des systèmes optiques, opto-mécaniques et optroniques dans le domaine de l'industrie terrestre de défense (chars Leclerc, VBCI, Aravis…) principalement pour équiper l'armée française, notamment :
- Épiscopes avec capacité de vision de jour comme de nuit ;
- Épiscopes de nuit pour pilote ;
- Épiscope vidéo ;
- Lunettes de tir ;
- Lunettes de bouche ou lunette de simbleautage ;
- Équipements de vision périmétrique[5] ;
- Diascopes, pare-brise blindés

## Services
Optsys modernise les équipements optiques et optroniques, traite les obsolescences épiscopes, remet à niveau et vérifie les lunettes de simbleautage qu'elle fournit à l'armée française notamment. 